# Haśka Szyjan
Haśka Szyjan (ur. 1980 we Lwowie) – ukraińska pisarka i tłumaczka, laureatka Europejskiej Nagrody Literackiej.

## Życiorys
Studiowała filologię klasyczną na Uniwersytecie Lwowskim. W 2012 roku ukazało się jej tłumaczenie na język ukraiński powieści Lights Out in Wonderland autorstwa DBC Pierreʼa. Zadebiutowała dwa lata później powieścią Hunt, Doctor, Hunt!, którą częściowo napisała na telefonie komórkowym podczas choroby. Utwór znalazł się w finale nagrody BBC Ukrainian Book of the Year. Jej druga powieść Za plecami opisująca młodą kobietę, która próbuje się odnaleźć po tym, gdy jej partner dołączył do armii ukraińskiej i wyruszył na front, została wyróżniona Europejską Nagrodą Literacką (2019) oraz dwoma ukraińskimi nagrodami literackimi. W dorobku literackim Szyjan znajdują się także opowiadania i wiersze.
Jest współwłaścicielką księgarni we Lwowie.

## Dzieła wydane w jęz. polskim
- Za plecami. Michał Petryk (tłum.). Wydawnictwo Czarne, 2023. ISBN 978-83-8191-709-4. Brak numerów stron w książce